# Rocchetta Tanaro
Rocchetta Tanaro là một đô thị ở tỉnh Asti vùng Piedmont thuộc Ý, nằm ở vị trí cách khoảng 60 km về phía đông nam của Torino và khoảng 12 km về phía đông nam của Asti. Tại thời điểm ngày 31 tháng 12 năm 2004, đô thị này có dân số 1.454 người và diện tích là 16,0 km².
Rocchetta Tanaro giáp các đô thị: Belveglio, Castello di Annone, Cerro Tanaro, Cortiglione, Masio, Mombercelli và Rocca d'Arazzo.